# Århushistorie
En Aarhushistorie er en type vittighed, der handler om de angiveligt dumme aarhusianere. De var udbredte i 1970'erne og 1980'erne.
Baggrunden for historierne var, at der blev gennemført nedskæringer i TV-Byen i København, samtidig med at der blev oprettet en Provinsafdeling i Aarhus.[kilde mangler] Stemningen blandt de københavnske medarbejdere i DR førte til drillerier af de nye aarhusianske kollegaer.[kilde mangler] Derved fødtes aarhushistorierne, der blev en sand landeplage.[kilde mangler] En del af dem blev udgivet i små hæfter. Historierne ebbede ud i løbet af 1980’erne.[kilde mangler]

## Form
De små historier er en fordanskning af tyske vitser, der gjorde grin med østfriserne i Niedersachsen.[kilde mangler] Aarhushistorien adskiller sig dog på formen, ud over at den tillægges at foregå i Aarhus. Den kan siges at være molbohistoriens afløser; men hvor molbohistorien er karakteriseret ved at være en lille fortælling af længde som en kort novelle, så er århushistorien karakteriseret ved i almindelighed at være ganske kort og ofte at blive fremført som et kort spørgsmål med efterfølgende kort forklaring. Hovedindholdet er imidlertid at ville formidle, at aarhusianere er uintelligente, ligesom tidligere tiders molboer siges at have været det.
Eksempel: "Hvorfor hælder århusianerne vand på deres computer? – De vil surfe på nettet."
I stedet for at stille et spørgsmål, der alligevel kun kan besvares af dem, der kender historien på forhånd, kan man også gå direkte til udsagnet, der i lighed med molbohistoriens pointe udstiller en bestemt befolkningsgruppe som mindre begavede.
Eksempel: "Kender du den om århusianeren, der sad og kiggede i telefonbogen, og som sagde: »Jensen, Jensen, Jensen, Jensen... Det var dog fantastisk, så mange telefoner den mand har!«"
Når en århushistorie fremføres som spørgsmål, er den meget beslægtet med gåder, for i almindelighed kan man ikke besvare spørgsmålet uden at kende svaret på forhånd.

## Schildbürgere og Østfriserne
I Tyskland har man en sammenlignelig genre, nemlig med de gamle historier om die Schildbürger, der direkte svarer til vore molbohistorier.[kilde mangler] Historierne ligner hinanden til forveksling, og med de nyere historier om de dumme østfrisere fra Østfrisland, og disse sidste, die Ostfriesenwitze, svarer i stort tal til århushistorierne, så der kan være mistanke om, at de ikke er opstået selvstændigt, men er blevet oversat, dog med undtagelse af de historier, der er meget egnsspecifikke.
Eksempel: "Hvorfor har østfriserne firkantede æg? Det er for at de ikke skal trille ned ad diget!"
Modsat findes der så århushistorier, der også forudsætter en vis, om ikke lokal så i hvert fald national indforståethed:
Ældre eksempel: "Ved du hvem, der er århusianernes tv-favorit? Det er Jørgen Clevin, for han klipper alting ud i pap."
Den forudsætter, at modtageren har set nu afdøde Jørgen Clevins tv-udsendelser, hvor han klippede og klistrede med pap og papir, og at modtageren kender talemåden "at skære det ud i pap".